# Jean-Maurice Ripert
Pour les articles homonymes, voir Ripert.
Jean-Maurice Ripert, né le 22 juin 1953, est un diplomate français. 
Fils de l'économiste et diplomate Jean Ripert, il est entré dans la carrière diplomatique en 1980. Il a été conseiller de cabinet auprès de plusieurs ministres socialistes, y compris les Premiers ministres Michel Rocard et Lionel Jospin.

## Biographie
Il est diplômé de l'Institut d'études politiques de Paris puis de l'ENA (École nationale d'administration), promotion Voltaire, en 1980.
Le 1er juin 1980, il est nommé au secrétariat des Affaires étrangères. D'avril 1983 à janvier 1984, il travaille au cabinet du ministre délégué, chargé de la coopération et du développement, Christian Nucci. De février à décembre 1984, il est conseiller technique au cabinet du ministre des affaires européennes Roland Dumas. En décembre 1984, puis de janvier 1985 à mars 1986, il est au conseiller technique au cabinet du ministre des relations extérieures Roland Dumas. 
De 1986 à 1987, il est premier secrétaire à l'ambassade de France à Washington, puis deuxième conseiller à ce même poste de 1987 à 1988.  De 1988 à 1990, il est chargé de mission au cabinet du Premier ministre Michel Rocard, puis conseiller technique (en 1990) et conseiller diplomatique (en 1991) à ce même poste. De 1991 à 1992, il est directeur de cabinet du secrétaire d'État à l'action humanitaire, Bernard Kouchner. De 1992 à 1993, il est conseiller auprès du ministre de la Santé et de l'Action humanitaire. 
De 1993 à 1996, il est consul général à Los Angeles. De 1996 à 1997, il est directeur adjoint de la Direction des Nations unies et organisations internationales au ministère des affaires étrangères. De 1997 à 2000, il est Conseiller diplomatique au cabinet du Premier ministre Lionel Jospin. De juillet 2000 à septembre 2003, il est ambassadeur de France à Athènes. En septembre 2003, il est directeur des Nations unies et organisations internationales au ministère des affaires étrangères. De 2005 à 2007, il est représentant permanent de la France auprès des Nations unies à Genève et des organisations internationales en Suisse. De 2007 à 2009, il est représentant permanent de la France auprès des Nations unies, à New York. Le 24 juin 2009, il est nommé envoyé spécial du Secrétaire général de l'ONU pour l'aide au Pakistan.
Le 3 août 2011, il est nommé ambassadeur, chef de la délégation de l'Union européenne en Turquie, à Ankara. Il est ensuite nommé en 2013 ambassadeur de France en fédération de Russie, puis en 2017 ambassadeur de France en Chine.
Il prend sa retraite le 23 août 2019. 

## Décorations et distinctions
Le 8 septembre 2016, il est élevé à la dignité d'ambassadeur de France
- Chevalier de la Légion d'honneur (31 décembre 2003)
- Officier de l'ordre national du Mérite (15 mai 2009)
- Officier de l'ordre du grand-duc Gediminas (2 octobre 1998)
- Commandeur de l'ordre du Mérite de la République italienne (21 octobre 1999)
- Grand-croix de l'ordre du Phénix (Grèce)

## Publications
- Diplomatie de combat, mémoires, préface de François Hollande, Presses de la Cité et Éditions Perrin, 2023[1],[3].